# Lantau
Lantau is het grootste eiland van Hongkong. De oppervlakte ervan is 146.38 km².
Hong Kong Disneyland Resort is gelegen op het eiland. Op een kunstmatig eilandje voor de kust van Lantau ligt de Internationale luchthaven Hongkong. Discovery Bay ligt aan de noordoostkust van het eiland. Op het eiland is ook de beroemde Tian Tan-Boeddha te vinden.
Eind 2009 is de bouw gestart van de Hongkong-Zhuhai-Macau-brug. De brug en tunnel gaat over de Parelrivierdelta en zal Macau met Hongkong verbinden. Voor 2020 moet het geheel klaar zijn en wordt de reistijd tussen de twee steden naar verwachting zo'n 30 minuten. De gemiddelde reistijd zonder de HZM-brug bedraagt ruim 3 uur.

## Plaatsen
- Tong Fuk